# ایوان بالان
ایوان بالان (اوکراینی: Іван Дмитрович Балан؛ زادهٔ ۱ ژوئن ۱۹۴۹) بازیکن فوتبال اهل اتحاد جماهیر شوروی سوسیالیستی است.